# Metal Gear Solid 4: Guns of the Patriots
Metal Gear Solid 4: Guns of the Patriots (メタルギア・ソリッド4・ガンズ・オブ・ザ・パトリオット Metaru Gia Soriddo 4 Ganzu obu za Patoriotto?), mer känd som MGS4, är det sjunde kanoniska spelet i Hideo Kojimas spelserie Metal Gear och det fjärde i Metal Gear Solid-serien. Spelet utvecklades av Kojima Productions till Playstation 3 och släpptes den 12 juni 2008.

## Handling
Guns of the Patriots utspelar sig år 2014, nio år efter händelserna i Metal Gear Solid och fem år efter Sons of Liberty. Solid Snake är till utseendet gammal, på grund av en sjukdom som gör att han åldras snabbare, och kämpar i ett krig vars natur förändrats i grunden och endast är sig likt till namnet. Då privata organisationer, s.k. PMC (Private Military Companies -en: privata militärföretag), dominerar den globala arenan har kriget blivit en rutin som aldrig tar slut. Likt Metal Gear Solid 2, tycks man även här kunna dra paralleller till George Orwells 1984;
| ” | War, however, is no longer the desperate, annihilating struggle that it was in the early decades of the twentieth century. It is a warfare of limited aims between combatants who are unable to destroy one another, have no material cause for fighting and are not divided by any genuine ideological difference. This is not to say that either the conduct of war, or the prevailing attitude towards it, has become less bloodthirsty or more chivalrous. | „ |

PMC:s soldater är utrustade med nanomaskiner som ökar deras stridsförmågor. Kontrollnätverket som skapats genom dessa nanomaskiner döptes till Sons of the Patriots (SOP), och Liquid Ocelot förbereder sig för att kapa hela systemet. Snake har ont om tid på sig att stoppa honom, då han har bara ett år kvar att leva. Han bor nu med Dr. Hal "Otacon" Emmerich och Olga Gurlukovichs dotter Sunny. När Snakes före detta befälhavare Roy Campbell träffar honom med ett sista uppdrag - att döda Liquid - antar han den och reser till Mellanösterns krigszon där Liquid tros gömma sig. I efterdyningarna av Big Shell Incident hade Raiden glidit ifrån Rose, som tydligen hade drabbats av ett missfall med sitt barn (som senare visade sig vara en lögn) och gick för att bo med Campbell. Raiden blir en cyborgninja och som bekämpar "the Patriots".

### Röstskådespelare
- David Hayter - Solid "Old" Snake
- Christopher Randolph - Dr. Hal "Otacon" Emmerich
- Christina Puccelli - Sunny Emmerich
- Paul Eiding - Roy Campbell
- Khary Payton - Drebin
- Debi Mae West - Meryl Silverburgh
- Beng Spies - Johnny "Akiba" Sasaki
- Patric Zimmerman - Liquid Ocelot
- Jennifer Hale - Dr. Naomi Hunter/Little John
- Quinton Flynn - Raiden
- Phil LaMarr - Vamp
- Lee Meriwether - EVA (Big Mama)
- Kim Mai Guest - Mei Ling
- Dave Fennoy - Ed
- James Sie - Jonathan
- Lara Cody - Rosemary
- Richard Doyle - Big Boss
- Fred Tatasciore - Beast
- Paola Tiso - Laughing Octopus
- Nika Futterman - Raging Raven
- Debra Wilson Skelton - Crying Wolf
- Andrea Zafra - Screaming Mantis
- Doug Stone - Psycho Mantis

## Spelsystem
Större delen av spelet utspelar sig i olika krigszoner världen över och därefter har spelsystemet anpassats. Trailern som visades på E3- mässan 2006 använde sig av slagorden "No place to hide" (sv.ingenstans att gömma sig), vilket vänder upp och ned på kurragömma-systemet från tidigare spel. Kojima intygar dock att spelets smygelement inte försvunnit utan snarare utvecklats då man inte längre kan förbli osynlig genom att bara hålla sig till en fast punkt. Eftersom miljön är såpass föränderlig vet man till exempel inte om bilen man gömmer sig under kommer att börja röra på sig eller om väggen man gömmer sig bakom ska rasa ihop. Emellertid kan man alltid, såvida man är rätt utrustad, även kliva rätt in i striden. Ett exempel på hur de olika strategier man kan använda sig av kan förklaras på följande vis;
Man förutsätter att "Armé A" för krig mot "Armé B". Du hör till "Armé C" och kan välja att antingen attackera "A" eller "B". Om du blir upptäckt av någon av arméerna riskerar du att hamna i fara, men om du hjälper den ena armén kanske den hjälper dig tillbaka. Förutsatt att ditt uppdrag är att ta dig till punkt "X" kanske den bästa lösningen är att undvika att bli upptäckt över huvud taget.

### Sense
Temat för den fjärde delen i Metal Gear Solid-serien heter "sense" (en: sinne, känsla). Bakgrunden till detta är utvecklarnas val att med den nya hårdvarans resurser fokusera på sådant som man kanske inte direkt ser, men som spelar på spelarens andra sinnen och känslor. Man har valt att främst satsa på att få spelkaraktärernas AI och miljöernas fysik att vara så naturlig som möjligt. Annars blir bara miljöerna en "kuliss", som Kojima uttryckte det.
Kojima har sagt att regn, vars kanji har synts på promotionbilder är ett stort tema i spelet – ett tema som känns igen från tredje delen av serien. Det kanji som används för regn betecknar även sorg, vilket även gör sig påmint i slutet av trailern som visades under E3-mässan 2006, då Snake syns med en pistol i hand med avsikt att ta sitt liv.
Tidigare teman har varit Meme, Gene och Scene (ett bakronym för MGS). Dessa har varit direkt kopplade till handlingen.

### Octocamo
Under Tokyo Game Show 2006 visades den första demonstrationen av spelets nya kamouflagesystem, kallat octocamon. Systemet är uppkallat efter vissa bläckfiskar med förmågan att imitera sin omgivning, detta verktyg tillåter spelaren att smälta in i omgivningen och förbli osedd av fienden.

### Metal Gear MK II
Nytt för spelserien är även Metal Gear MK II. Till skillnad från andra maskiner av typen Metal Gear är detta ingen motståndare, utan snarare en fjärrstyrd robot som har till uppgift att hjälpa Snake under uppdraget. Detta framgår i den första Playstation 3-renderade trailern, då man även passade på att göra reklam för den nya cell-processorn. I spelet tjänar roboten både som ett kommunikationsmedel mellan Snake och andra karaktärer och assisterar i strid. Det har till och med hintats om att andra spelare ska ha möjlighet att styra den via PSP.

## Mottagande
| Mottagande               | Mottagande                         |
| Samlingsbetyg            | Samlingsbetyg                      |
| Tjänst                   | Betyg                              |
| ------------------------ | ---------------------------------- |
| Gamerankings             | 93.53%                             |
| Metacritic               | 94/100                             |
| Recensionsbetyg          |                                    |
| Publikation              | Betyg                              |
| Computer and Video Games | 9.5/10                             |
| Edge                     | 8/10                               |
| Eurogamer                | 8/10                               |
| Famitsu                  | 40/40                              |
| Game Informer            | 10/10                              |
| Gamepro                  | [ 15 ]                             |
| Gamesmaster              | 97%                                |
| Gamespot                 | 10/10                              |
| Gametrailers             | 9.3/10                             |
| IGN                      | (US) 10/10 (UK) 9.9/10 (AU) 9.5/10 |
| PSM3                     | 9.5/10                             |
| X-Play                   | 5/5                                |
| Gamereactor              | 9/10                               |

Metal Gear Solid 4 har fått mycket positiva omdömen, och fick genomsnittsbetygen 93,53% och 94/100 från webbplatserna Gamerankings respektive Metacritic.